# Impero Oyo
L'Impero Oyo fu un impero Yoruba che occupava territorialmente ciò che oggi è la zona occidentale e meridionale della Nigeria. Fondato nel XV secolo, l'Impero Oyo crebbe fino a diventare uno dei più vasti stati dell'Africa occidentale incontrati dagli esploratori pre-coloniali. L'impero si fece notare per le eccezionali capacità organizzative degli Yoruba e acquisì ricchezza e supremazia grazie ai commerci e alla sua potente cavalleria. L'Impero Oyo fu lo stato politicamente più importante della regione dalla metà del XVII fino al tardo XVIII secolo, esercitando il proprio potere non solo sulla maggior parte degli altri regni dello Yorubaland, ma anche sui vicini stati africani, in particolare sul Regno Fon del Dahomey a occidente, corrispondente all'attuale Benin.

## Origini mitiche
Le origini mitiche dell'impero Oyo risalgono a Oranyan (noto anche come Oranmiyan), il secondo principe del regno yoruba di Ile-Ife (Ife). Oranyan fece un accordo con il fratello per lanciare un raid punitivo sui loro vicini del nord colpevoli di aver insultato il padre Oba (re) Odùduwà, primo Ooni di Ife. Sulla strada per la battaglia, i fratelli litigarono e gli eserciti si divisero. L'esercito di Oranyan era troppo esiguo per tentare un attacco, così vagò sulle sponde del Niger fino a raggiungere Bussa. Qui fu accolto dal capovillaggio che gli donò un grande serpente con un amuleto magico appeso alla gola.
Il capovillaggio istruì Oranyan: gli disse di seguire il serpente fino a quando non si fosse fermato da qualche parte per sette giorni e non fosse scomparso nel terreno. Oranyan seguì il consiglio e fondò Oyo nel luogo in cui il serpente si fermò. Il sito è ricordato come Ajaka. Oranyan fece di Oyo il suo nuovo regno e divenne il primo oba (che significa "re" o "signore" in lingua yoruba), con il titolo di "Alaafin di Oyo" ("proprietario del palazzo" in yoruba). Lasciò tutti i suoi tesori a Ife e permise ad un altro re di nome Adimu di governare là al suo posto.

## Primo periodo (1300–1535)

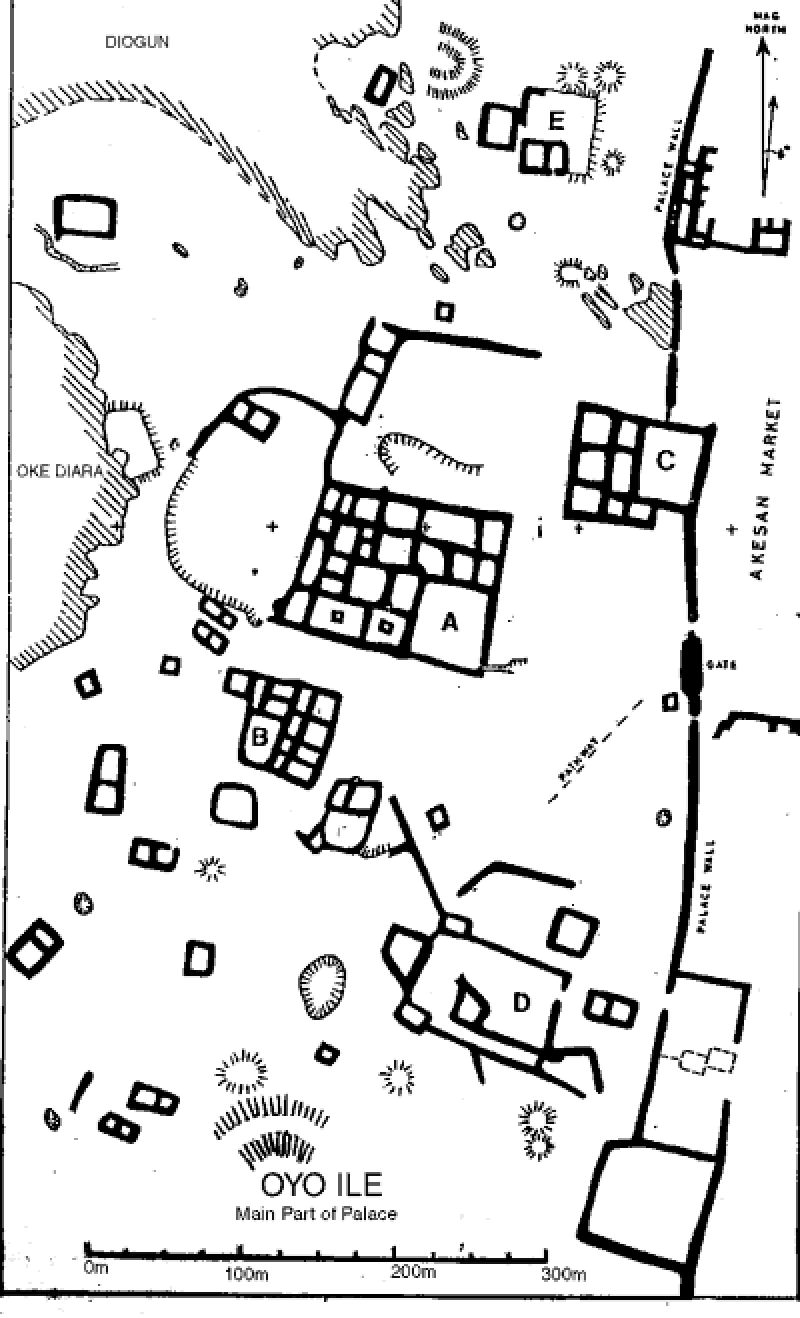
Carta dell'antica città di Oyo-Ile

Oranyan, il primo oba (re) di Oyo, ebbe come successore Oba Ajaka, Alaafin di Oyo. Ajaka venne poi deposto perché mancava di virtù militari e lasciava ai suoi sotto-capi troppa libertà. La leadership venne allora conferita al fratello di Ajaka, Shango, che fu poi divinizzato con gli attributi del tuono e della folgore. Dopo la morte di Shango, Ajaka ritornò sul trono e fu un capo bellicoso ed autoritario. Il suo successore, Kori, riuscì a conquistare il resto di ciò che in seguito gli storici avrebbero indicato come il territorio metropolitano di Oyo.

### Oyo-Ile
Il cuore di tale territorio era la sua capitale a Oyo-Ile (nota anche come Katunga o vecchia Oyo o Oyo-oro). Le due strutture più importanti a Oyo-Ile erano la afin, o "palazzo del re", e il suo mercato. Il palazzo era al centro della città, accanto al mercato, chiamato la Oja-oba. Intorno alla capitale c'era un alto muro difensivo fatto di terra con 17 porte. L'imponenza delle due grandi strutture (il palazzo e la Oja-oba) indicava l'importanza del re di Oyo.

### Occupazione da parte dei Nupe
Entro la fine del XIV secolo Oyo era diventato una temibile potenza interna, dopo che per oltre un secolo lo stato Yoruba si era andato espandendo a scapito dei suoi vicini. Durante il regno di Onigbogi, però, Oyo venne sconfitto militarmente dalla popolazione dei Nupe guidati da Tsoede. Intorno al 1535 i Nupe occuparono Oyo e costrinsero la dinastia regnante a rifugiarsi nel regno di Borgu. I Nupe saccheggiarono la capitale, annullando la potenza regionale di Oyo fino agli inizi del XVII secolo.

## Periodo imperiale (1608-1800)
Gli Yoruba di Oyo attraversarono un interregno della durata di 80 anni avendo la dinastia regnante in esilio dopo la sconfitta inflitta da parte dei Nupe.
Oyo venne ristabilita più centralizzato e ampia che mai. Si venne a creare un governo che stabilì il suo potere su un vasto impero. Nel corso del XVII secolo, Oyo iniziò un lungo periodo di crescita, diventando un grande impero.

### Riconquista ed espansione

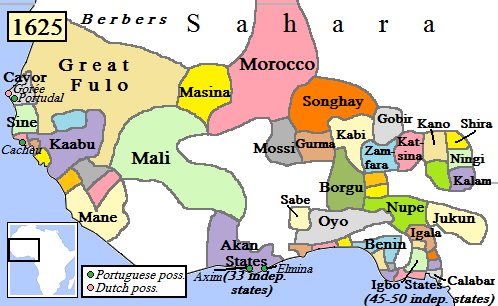
L'Impero Oyo e gli stati limitrofi c. 1625.

La chiave per la ricostruzione di Oyo è stata una potente forza militare ed un governo più centralizzato. Prendendo spunto dai loro nemici Nupe (che chiamavano "Tapa"), gli Yoruba si riarmarono con le armature e la cavalleria. Oba Ofinran, Alaafin di Oyo, riuscì a sottrarre il territorio di Oyo dai Nupe. Una nuova capitale, Oyo-Igboho, venne costruita, e l'originale cominciò ad essere conosciuta come Oyo Vecchia. L'Oba successivo, Egunoju, conquistò quasi tutta Yorubaland. In seguito, Oba Orompoto sconfisse definitivamente la popolazione Nupe per assicurarsi che Oyo non venisse più minacciata. Durante il regno di Oba Ajiboyede, venne tenuto il primo festival Bere, un evento per celebrare la pace nel regno. Celebrato regolarmente, manterrà una grande importanza tra gli Yoruba anche molto tempo dopo la caduta di Oyo.
Sotto il regno del suo successore, Abipa, gli Yoruba ripopolarono Oyo-Ile e la reistituirono come capitale. Nonostante un tentativo fallito di conquistare l'Impero Benin tra il 1578 e il 1608, l'impero Oyo continuò ad espandersi. Gli Yoruba resero più autonoma la regione a sud-est della Oyo urbana, dove le regioni non-Yoruba fungevano da cuscinetto tra Oyo e l'impero Benin. Entro la fine del XVI secolo, gli stati Ewe e Aja appartenenti al moderno Benin pagavano un tributo a Oyo.
- Guerre del Dahomey

Il rinvigorito Impero Oyo cominciò ad invadere regioni del sud già nel 1682. Alla fine della sua espansione militare, i confini di Oyo raggiungeranno la costa a circa 200 chilometri a sudovest della capitale. L'espansione non incontrò nessuna seria opposizione fino agli inizi del 18 secolo. Nel 1728, l'Impero Oyo invase il Regno di Dahomey impegnando gran parte della sua cavalleria.
I guerrieri Dahomey non avevano cavalleria, ma erano in possesso di armi da fuoco. I loro spari spaventarono i cavalli della cavalleria Oyo e impedirono l'attacco. L'esercito Dahomey costruì anche fortificazioni usandole come trincee, che costrinsero l'esercito Oyo a combattere come fanteria. La battaglia durò quattro giorni, ma vinsero gli Yoruba dopo l'arrivo di rinforzi. Il Dahomey fu costretto a pagare un tributo a Oyo. Gli Yoruba invasero il Dahomey sette volte prima di soggiogare definitivamente il piccolo regno nel 1748.
- Altre conquiste

Con la sua cavalleria, Oyo ebbe successo nelle sue conquiste lungo grandi distanze. L'esercito Oyo era in grado di attaccare le fortificazioni difensive, ma il rifornimento di un esercito era difficile e si ritiravano quando le provviste si esaurivano. L'impero Oyo non utilizzò le armi da fuoco nelle sue maggiori conquiste. La forza militare attese fino al XIX secolo prima di adottarle. Nel 1764, una forza militare unificata di Oyo e Dahomey sconfisse un esercito Asante. La vittoria Oyo definì i confini tra i due Stati. Oyo ha condusse una campagna di successo nel territorio di Mahi, a nord del Dahomey, nel tardo XVIII secolo. Gli Yoruba utilizzavano anche le forze dei loro tributari; Ad esempio, realizzarono un blocco navale di Badagri nel 1784 con una forza unificata di Oyo, Dahomey e Lagos.[34]

### Organizzazione
All'inizio, la popolazione era concentrata nella Oyo urbana. Con l'espansione imperiale, Oyo si riorganizzò per gestire al meglio i suoi ampi possedimenti all'interno e all'esterno della Yorubaland. Oyo venne divisa in quattro aree definite dalla relazione con il centro dell'impero. Queste aree erano la Oyo urbana, lo Yorubaland del sud, la zona di Egbado e lo Ajaland.
- Oyo Urbana

La Oyo urbana corrispondeva, più o meno, allo stato di Oyo prima dell'invasione da parte dei Nupe. Questo era il centro dell'impero, dove gli Yoruba parlavano il dialetto Oyo. La Oyo urbana venne divisa in sei province, tre sul lato ovest del fiume Ogun e tre a est del fiume. Ogni provincia era supervisionato da un governatore nominato direttamente dall'Alaafin di Oyo.
- Yorubaland

La seconda area dell'impero era composta dai comuni più vicini a Oyo-Ile. Questa zona era a sud dell'area metropolitana di Oyo, e i suoi abitanti Yoruba parlavano dialetti diversi da quello di Oyo. Questi stati tributari erano guidati dai propri governanti, chiamati Obas, , nominati dall'Alaafin di Oyo.
- Zona di Egbado

La terza area dell'impero era la zona di Egbado a sud-ovest dello Yorubaland. Questa zona fu abitata dagli egba e Egbado, e garantiva il commercio di Oyo con le zone costiere I tributari Egba e Egbado vennero autorizzati, come le loro controparti Yoruba, a governarsi autonomamente. erano, comunque, sotto la supervisione degli Ajele. Questi erano funzionari nominati dall'Alaafin di Oyo per controllare i suoi interessi e commerci. Il rappresentante principale di Oyo in questa zona era l'Olu, sovrano della città di Ilaro.
- Ajaland

Ajaland era l'ultima area aggiunta all'impero. Era la più ribelle e distante, e venne tenuta sotto controllo con minacce di spedizioni contro di essa. Questo territorio si estendeva dalle zone non Yoruba ad ovest di Egbado fino al territorio Ewe del moderno Togo. A questa zona, come a tutti gli stati tributari, venne lasciata un po' di autonomia fintanto che le tasse venivano pagate, gli ordini di Oyo venivano seguiti rigorosamente, e veniva garantito l'accesso dei mercanti Oyo nei mercati locali. Oyo spesso richiedeva un tributo di schiavi per questo gli stati tributari a volte facevano guerra ad altri popoli per catturare schiavi. Oyo puniva la disobbedienza con rappresaglie sulle comunità, come successe ad Allada nel 1698.

### Struttura politica
L'Impero Oyo sviluppò una struttura politica altamente sofisticata per governare i suoi domini territoriali. Gli studiosi non sono riusciti a determinare quanto di questa struttura esistesse già prima dell'invasione da parte dei Nupe. Alcune delle principali istituzioni Oyo sono chiaramente derivate dai primi sistemi a Ife. Dopo l'esilio agli inizi del 17, Oyo ha assunto un carattere decisamente più militare. L'influenza di una cultura militare Yoruba è esemplificata dalle norme poste sull'Oba (re) e il ruolo del suo consiglio.

#### L'Alaafin di Oyo
L'Oba (che significa 're' in lingua Yoruba) a Oyo, a cui ci si riferiva chiamandolo Alaafin di Oyo, era il capo dell'impero e supremo signore del popolo. Sua era la responsabilità di difendere gli stati tributari dagli attacchi esterni, risolvere dispute interne tra sotto-governanti e mediare tra i sotto-governanti e le loro popolazioni. L'Alaafin di Oyo era inoltre tenuto a dare ai suoi subalterni onori e doni. In cambio, tutti i sotto-governanti dovevano rendergli omaggio e rinnovare la loro fedeltà alle cerimonie annuali. La più importante di queste era la festa Bere. . Dopo il festival Bere, la pace in Yorubaland doveva durare tre anni.

#### La selezione dell'Alaafin
L'Impero Oyo non aveva una monarchia dinastica L'Oyo Mesi sceglieva l'Alaafin che non aveva sempre legami diretti con il suo predecessore, però doveva discendere da Oranyan (noto anche come Oranmiyan), un figlio di Oduduwa (noto anche come Odudua, Odua) e doveva avere l'approvazione del distretto di Isokun Ona (che è uno dei tre distretti reali). All'inizio dell'Impero Oyo, di solito il figlio maggiore dell'Alaafin succedeva al padre sul trono. Ma, questo a volte portava il figlio maggiore, cioè il primogenito principe, l'Aremo, a cercare di accelerare la morte del padre. Indipendentemente dalla possibile successione, l'Aremo aveva un alto grado di diritto.Ad esempio, per consuetudine l'Alaafin si asteneva dal lasciare il palazzo, tranne durante le feste importanti, che in pratica indeboliva suo potere. Al contrario, l'Aremo spesso lasciava il palazzo. Questo indusse il celebre storico S. Johnson ad osservare: "Il padre è il re del palazzo, e il figlio è Re del popolo" I due consigli che controllavano l'Alaafin avevano la tendenza a scegliere un Alaafin debole dopo il regno di uno forte per impedire che diventasse troppo potente.

##### L'Ilari
L'Alaafin di Oyo nominava alcuni funzionari religiosi e governativi, che erano solitamente eunuchi. Questi funzionari erano conosciuti come Ilari o mezze teste, a causa della consuetudine di radersi metà della testa e applicarsi ciò che si credeva essere una sostanza magica. Le centinaia di Ilari erano divisi equamente tra i sessi. I membri più giovani facevano i lavori più umili, mentre gli anziani venivano impiegati come guardie o, talvolta, messaggeri per l'altro mondo attraverso il sacrificio. I loro titoli erano legati a quello del re, come ad esempio l'oba olu ("il re è supremo") o madarikan ("non opponetevi a lui"). Portavano ventagli rossi e verdi come credenziali del loro status.
Tutte le corti di Oyo usavano gli Ilari sia come spie che come esattori di tasse. Oyo li nominava per visitare e talvolta risiedere nel Dahomey e nella zona di Egbado per riscuotere le tasse e spiare i successi militari Dahomey, in modo che l'Alaafin di Oyo potesse avere la sua parte. Funzionari simili esistevano a Ife, come attesta l'arte in terracotta che li raffigura

#### I Consigli
Mentre l'Alaafin di Oyo era supremo signore del popolo, il suo potere non era senza controllo. L'Oyo Mesi e il culto della Terra noto come Ogboni manteneva il potere dell'Oba sotto controllo. L'Oyo Mesi ha parlava per i politici, mentre il culto Ogboni parlava per il popolo protetto dal potere della religione. Il potere dell'Alaafin di Oyo in relazione all'Oyo Mesi e al culto Ogboni dipendeva dal suo carattere personale e dalla sua accortezza politica.
- Oyo Mesi

Gli Oyo Mesi erano sette consiglieri principali dello Stato. Costituivano il Consiglio Elettorale e avevano poteri legislativi, simili a quelli dell'odierno Congresso degli Stati Uniti. Il Bashorun, l'Agbaakin, il Samu, l'Alapini, il Laguna, l'Akiniku e l'Ashipa erano i sette membri di questo Consiglio. Rappresentavano la voce della nazione e avevano la responsabilità principale di tutelare gli interessi dell'impero. L'Alaafin era tenuto a prendere consiglio con loro ogni volta che si verificava una qualsiasi questione importante che influenzava lo stato. Ognuno di loro aveva il dovere di presentarsi al tribunale ogni mattina e pomeriggio. Ogni Mesi aveva un deputato che inviavano all'Alaafin ogni volta che la sua assenza era inevitabile.
Controllavano i militari. Il capo del consiglio, il Bashuron, consultava l'oracolo Ifa per ricevere l'approvazione da parte degli dei. I nuovi Alaafins di Oyo erano visti come nominati dagli dèi. Erano considerati come Ekeji Orisa, che significa "compagno degli dèi." Il Bashuron era una sorta di primo ministro. Era lui ad avere l'ultima parola sulla nomina del nuovo Alaafin. L'Oyo Mesi si sviluppò come controllo sul potere dell'Alaafin tantoché, spesso, il potere del Bashorun rivaleggiava con quello del Alaafin. Ad esempio, il Bashorun organizzava molte feste religiose, oltre ad essere comandante in capo dell'esercito, questo gli dava notevole autorità.

##### L'Ogboni
L'Oyo Mesi non godeva di un potere assoluto o influenza, poteva esercitare potere politico, ma l'Ogboni rappresentava l'opinione popolare sostenuta dalle autorità religiose, quindi il punto di vista dell'Oyo Mesi poteva essere moderato dall'Ogboni. La cosa più interessante è che c'erano pesi e contrappesi sia sul potere dell'Alafin che su quello dell'Oyo Mesi, quindi nessuno poteva arrogarsi il potere assoluto. L'Ogboni era una società segreta molto potente composto da uomini noti per la loro età, saggezza e importanza negli affari religiosi e politici. I suoi membri godevano di un immenso potere sulla gente comune a causa del loro status religioso. A testimonianza di quanto fosse diffusa l'istituzione c'è il fatto che c'erano consigli Ogboni in a quasi tutte le corti dello Yorubaland. A parte le loro funzioni in relazione al culto della terra, erano responsabili del giudizio di ogni caso che aveva a che fare con lo spargimento di sangue. Il leader dell'Ogboni, L'Oluwo, aveva il pieno diritto di accesso diretto all'Alaafin di Oyo per qualsiasi questione.

#### Rimozione dell'Alaafin di Oyo
Fra le responsabilità del Bashorun c'era la festa più importante di tutte, quella di Orun. Lo scopo di questa divinazione religiosa, che si teneva ogni anno, era di determinare se l'Alafin aveva ancora il favore dei membri del Mesi. Se il Consiglio ha decideva per la disapprovazione dell'Alafin, il Bashorun si presentava all'Alafin con una zucca vuota, o uovo pappagallo come segno che doveva suicidarsi. Questo era l'unico modo per rimuovere l'Alafin perché non poteva essere legalmente deposto. Una volta dato l'uovo di pappagallo, il Bashorun proclamava, "gli dei ti rifiutano, la gente ti rifiuta, la terra ti rifiuta". L'Alafin, il figlio maggiore, e il Samu, il suo consigliere personale e membro del Oyo Mesi dovevano suicidarsi per rinnovare il governo. Il processo e la cerimonia di suicidio avevano luogo durante il festival di Orun.

### Forze armate
C'era un alto grado di professionalità nell'esercito dell'Impero Oyo. Il suo successo militare è dovuto in gran parte alla sua cavalleria così come alla leadership e al coraggio dei funzionari Oyo e guerrieri. Siccome l'obiettivo principale geografico era a nord della foresta, Oyo godette di agricoltura più semplice, questo portò ad una crescita costante della popolazione. Ciò ha contribuito alla capacità di Oyo di schierare sempre una grande forza. C'era anche una radicata cultura militare in Oyo dove la vittoria era d'obbligo e la sconfitta aveva come conseguenza il dovere di suicidarsi. Questa mentalità senza dubbio contribuì all'aggressività militare dei generali di Oyo.

#### Cavalleria
L'Impero Oyo è stato l'unico stato Yoruba ad adottare la cavalleria;. Lo ha fatto perché la maggior parte del suo territorio era nella savana del nord L'origine della cavalleria è controversa, tuttavia, anche i Nupe, i Borgu, gli Hausa e altre popolazioni limitrofe utilizzavano la cavalleria, quindi la fonte storica probabilmente è la stessa. Oyo era in grado di acquistare i cavalli dal nord e mantenerli nella Oyo urbana grazie alla parziale libertà dalla mosca tse-tse. La cavalleria era il braccio lungo dell'Impero Oyo. Alla fine del XVI secolo e all'inizio del XVII secolo le spedizioni erano composte interamente da cavalleria. L'inconveniente era che Oyo non poteva mantenere il suo esercito di cavalleria nel sud, però poteva saccheggiare a volontà.
La cavalleria in una società altamente sviluppata come Oyo era divisa in leggera e pesante. La cavalleria pesante su grandi cavalli importati era armata di lance di spinta o pesanti lance e anche con le spade. La cavalleria leggera su piccoli pony indigeni era armata con lance o archi. Le forze di cavalleria di Oyo non includevano solo i nobili, la norma in guerra nell'Africa occidentale, ma anche schiavi stranieri dagli stati Hausa, Nupe e Bornu.

#### Fanteria
La fanteria nella regione intorno all'Impero Oyo era uniforme sia in armatura che in armamento. Tutta la fanteria nella regione portava scudi, spade e lance. Gli scudi erano di circa 150 cm (misurati in 4 piedi) di altezza e 60 cm (2 piedi) di larghezza e realizzati in pelle di elefante o di bue. Uno spadone da campo, lungo fino a 270 cm (9 piedi), era l'arma principale nei combattimenti frontali. Gli Yoruba e i loro vicini utilizzavano giavellotti con barbigli che potevano essere lanciati con precisione da circa 30 passi.

#### Struttura
L'Impero Oyo, come molti imperi prima di esso, usava sia le forze locali che quelle degli stati tributari per espandere i suoi domini. La struttura militare di Oyo prima del suo periodo imperiale era semplice e più allineato al governo centrale nell'area urbana di Oyo. Questo andava bene nel XV secolo, quando Oyo controllava solo il suo centro. Ma per conquistare e controllare da lontano le conquiste, la struttura dovette subire diverse modifiche.

##### Gli Eso
Oyo manteneva un esercito semi-permanente di soldati di cavalleria chiamati Eso o Esho. Questi erano 70 capi di guerra nominati dall'Oyo Mesi e confermati dall'Alaafin di Oyo. Gli Eso erano nominati tali per la propria abilità militare, a prescindere dalla consistenza del proprio patrimonio Guidati da un Are-Ona-Kakanfo, agli Eso era richiesto di vivere in una provincia di confine di grande importanza allo scopo di tenere d'occhio il nemico e, allo stesso tempo, per impedirgli di usurpare il governo.
Dopo il ritorno della dinastia regnante dall'esilio, il ruolo di Are-Ona-Kakanfo venne elevato a supremo comandante militare, tant'è che, durante il periodo imperiale Oyo, l'Are-Ona-Kakanfo comandò personalmente l'esercito in tutte le campagne.

##### Armata urbana
Dal momento che il Are-Ona-Kakanfo non poteva risiedere nei pressi della capitale, ci si doveva organizzare per la protezione di quest'ultimo in caso di emergenza. Forze interne nella Oyo urbana erano comandate dal Bashorun, il capo della Oyo Mesi. Come affermato in precedenza, La Oyo urbana era divisa in sei province divise equamente da un fiume. Le forze provinciali erano raggruppate in due eserciti, quelle del lato est sotto la Onikoyi e quelle del lato ovest sotto la Okere. I capi guerrieri di minor importanza erano conosciuti come Balogun, un titolo dato dai soldati dello stato di Ibadan.

##### Armata tributaria
I leader tributari e i governatori provinciali erano responsabili della raccolta del tributo e della contribuzione di truppe all'esercito imperiale in tempi di emergenza. Occasionalmente, i leader tributari ricevevano l'ordine di attaccare i vicini anche senza l'appoggio dell'esercito imperiale. Queste forze erano spesso utilizzate nelle campagne più lontane da Oyo, sulla costa o nei confronti di Stati occidentali, come quello degli Asanteman o del Mahi.

### Commercio
Tra i vari centri del commercio trans-sahariano, Oyo divenne quello del sud. Gli scambi erano fatti con sale, pelle, cavalli, noci di cola, avorio, stoffa e schiavi. Gli Yoruba della Oyo urbana erano anche molto abili nelle opere artigianali e nella lavorazione del ferro. A parte le imposte sui prodotti del commercio provenienti da dentro e da fuori l'impero, Oyo era diventato anche ricco grazie alle tasse imposte agli stati tributari. Solo le imposte sul regno di Dahomey fruttavano un importo stimato intorno ai 638.000 dollari l'anno.

#### Tratta degli schiavi
Il successo imperiale di Oyo ha pressappoco reso lo Yoruba la lingua franca sulle rive del Volta. Verso la fine del XVIII secolo, l'esercito Oyo cominciò ad essere trascurato in quanto si avvertiva un minor bisogno bisogno di conquistare nuovi territori. Al contrario, Oyo diresse sforzi maggiori verso lo sviluppo dei traffici, agendo come intermediario sia per il commercio degli schiavi trans-sahariano e che per quello trans-atlantico. Gli europei che portavano sale arrivarono a Oyo durante il regno del re Obalokun. In virtù del proprio dominio sulla zona costiera dell'area, i mercanti Oyo furono in grado di commerciare con gli europei a Porto Novo e Ouidah. In tali stazioni commerciali i prigionieri ed i criminali dell'Impero Oyo erano generalmente venduti ad acquirenti olandesi e portoghesi.

### Zenit
Nel 1680, l'Impero Oyo raggiunse la sua massima estensione territoriale con più di 150.000 chilometri quadrati, mentre raggiunse l'apice della sua potenza nel XVIII secolo. Nonostante la creazione avvenuta in maniera tutt'altro che pacifica, l'impero è risultò tenuto insieme dal mutuo interesse dei sudditi. Infatti, il governo era in grado di fornire unità e sicurezza in una vasta area attraverso una combinazione di autonomie locali ed autorità imperiale.
A differenza dei grandi imperi della savana, di cui Oyo non può essere chiamato un successore in quanto si trattava di un'entità discendente dall'Impero Ife, vi era poca o nessuna influenza musulmana. Tuttavia, è noto che quantomeno alcuni funzionari musulmani risiedessero nella Oyo urbana, e che taluni commercianti francesi riportarono di uomini in grado di scrivere e calcolare in arabo nel 1787.

## Declino
La fine del XVIII secolo segnò l'inizio della caduta dell'impero di Oyo. Si crede che, intorno al 1789, Oba Abiodun sia stato ucciso dal figlio e successore, Awole. Una serie di rivolgimenti costituzionali, intrighi dinastici e ribellioni locali indebolirono l'impero.
Nel 1796, Oba Awole venne estromesso dal governo durante una rivolta iniziata a Ilorin da Afonja, Are Ona Kakanfo. La rivolta portò alla secessione di Ilorin, uno stato Yoruba, che giocherà un ruolo cruciale nella distruzione di Oyo. Al rifiuto da parte del consiglio, si dice che Awole maledisse l'impero mentre si preparava a commettere suicidio. Dopo aver lanciato frecce infuocate in tutte le direzioni egli proclamò:
"La mia maledizione è su di voi e sulla vostra slealtà e disobbedienza, quindi lasciate che i vostri figli vi disobbediscano. Se li inviate a fare una commissione, non lasciate che tornino a portarvi parola. In tutti i punti in cui ho lanciato le mie frecce, sarete trasportati come schiavi. La mia maledizione porterà al mare e al di là dei mari. Degli schiavi regneranno su di voi, e voi i loro padroni diventerete schiavi. Un calabash scheggiato può essere riparato, ma non un piatto rotto, così le mie parole siano irrevocabili ».

### Perdita della zona di Egbado
Mentre Oyo si lacerava a causa degli intrighi politici, gli stati vassalli cominciarono ad approfittare della situazione premendo per l'indipendenza. Gli Egba, sotto la guida di Lishabi, massacrati gli Ilari di stanza nella loro area e sconfissero un esercito punitivo mandato da Oyo.

### La rivolta del Dahomey
Quando il re del Dahomey Gezo salì al trono nel 1818, offrì solo un piccolo pezzo di stoffa e due sacchi di conchiglie all'esattore di tasse di Oyo dicendo che qualsiasi altra cosa sarebbe stata sproporzionata rispetto alla ricchezza del Dahomey. Quando vennero inviati altri quattro esattori da Oyo, Gezo li fece decapitare. Un esercito Oyo venne dispiegato e sconfitto, ponendo fine all'egemonia di Oyo sul Dahomey. Dopo aver guadagnato la sua indipendenza, il Dahomey invase la zona di Egbado.

### La jihad Fulani
Dopo la deposizione di Awole, Afonja, ormai padrone di Ilorin, invitò uno studioso di Islam itinerante Fulani di nome Alim al-Salih nei suoi ranghi. In questo modo, sperava di ottenere l'appoggio dei musulmani Yoruba (erano principalmente schiavi che si prendevano cura dei cavalli dell'Impero) e dei volontari del nord Hausa-Fulani nel mantenere Ilorin indipendente. Lacerata da lotte interne, Oyo non riuscì a difendersi contro i Fulani. Oyo-Ile venne rasa al suolo dall'impero Fulani nel 1835 e l'Impero Oyo crollò nel 1836, una volta che Afonja venne ucciso dai Fulani. Fino ad oggi, il sovrano tradizionale di Illorin è un emiro, mentre nelle altre città yoruba i re sono chiamati Oba o Baale (Baale o Baba Onile che significa "padre della terra" o "signore della terra").

### Ago d'Oyo
Dopo la distruzione di Oyo-Ile, la capitale venne spostata più a sud, ad Ago d'Oyo. Oba Atiba cercò di conservare ciò che rimaneva di Oyo ponendo sul Ibadan la responsabilità di proteggere la capitale da Ilorin a nord e nord-est. Cercò anche di usare la città di Ijaye come scudo da ovest per Oyo contro i Dahomeani. Il centro del potere venne spostato ancora più a sud a Ibadan, un campo di guerra Yoruba costruito dai comandanti Oyo nel 1830.

### Crollo finale
La mossa di Atiba fallì, e Oyo non riconquistò mai più il suo prestigio nella regione; diventò così un protettorato del Regno Unito nel 1888 prima di frammentarsi ulteriormente in fazioni nemiche. Lo stato di Oyo cessò di esistere nel 1896. Durante il periodo coloniale, gli Yoruba erano uno dei gruppi più urbanizzati dell'Africa. Circa il 22% della popolazione viveva in aree di grandi dimensioni con popolazione superiore a 100.000 e oltre il 50% della popolazione viveva nelle città composti da 25.000 o più persone. L'indice di urbanizzazione nel 1950 era vicino a quello degli Stati Uniti, ad esclusione di Ilorin. Gli Yoruba continuano ad essere l'etnia africana più urbanizzata di oggi. Città collegate all'antica Oyo come ad esempio Ibadan, Osogbo, e Ogbomosho, furono alcune delle principali città che fiorirono dopo il crollo.